# Lançamento lateral

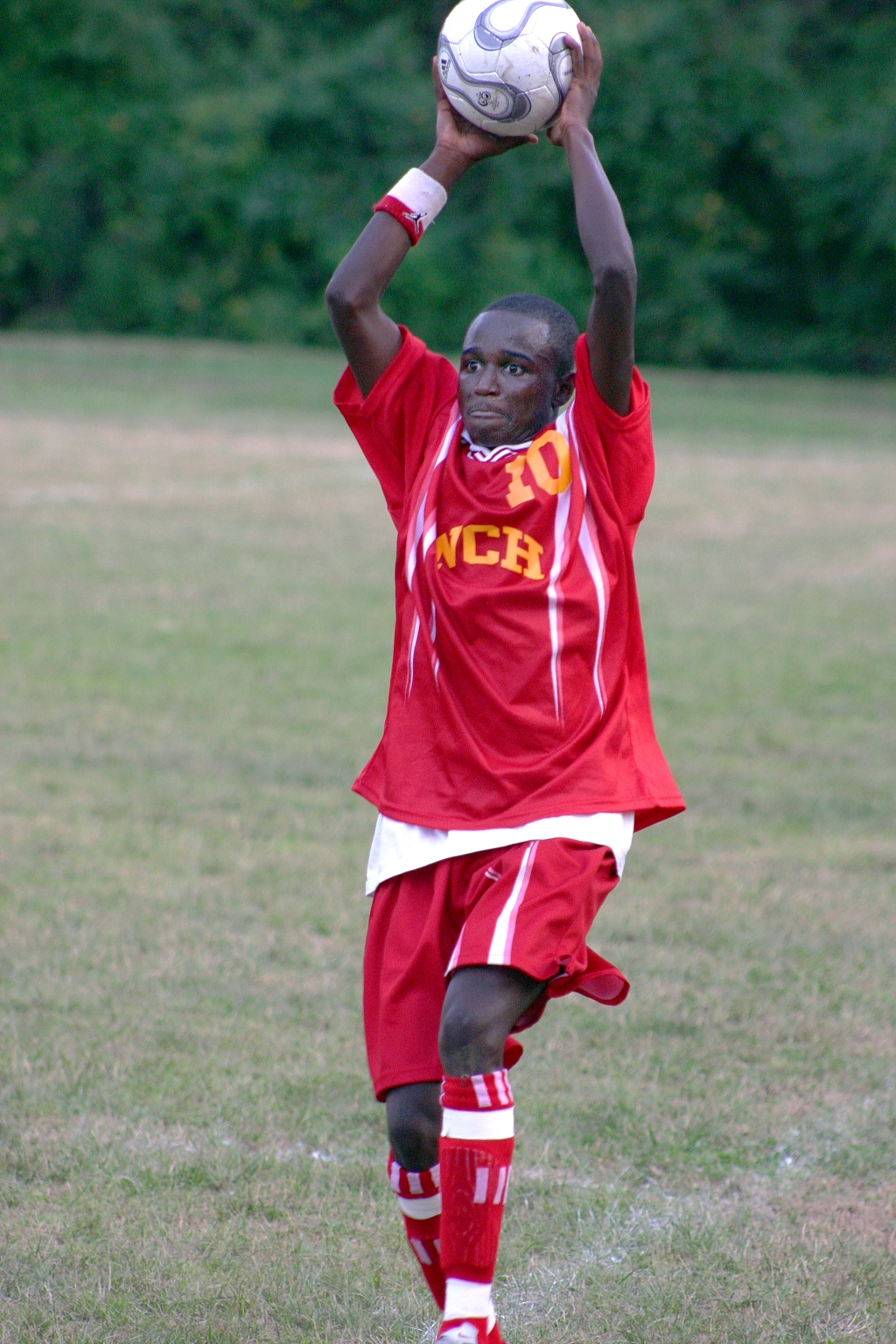
Um jogador executando um arremesso lateral.

Um arremesso lateral(pt-BR) ou lançamento lateral(pt-PT?) é um método utilizado para se recomeçar um jogo de futebol após a bola ter saído do campo pela linha lateral. O arremesso é dado à equipe adversária à do jogador que encostou por último na bola antes dessa sair pela linha lateral. É realizado com as mãos, sendo o único momento no qual um jogador (exceto o goleiro) deve utilizar propositalmente as mãos para manipular a bola. 

## Procedimento
Segundo a regra XV do futebol, os seguintes procedimentos devem ser adotados ao executar um arremesso lateral: 
- O arremesso lateral deve ser efetuado no local onde a bola saiu de campo cruzando a linha lateral. Na prática, especialmente nos casos onde é difícil determinar precisamente tal local, o árbitro permite alguma tolerância entre o local onde a bola saiu de campo e onde é efetuado o arremesso, advertindo o arremessador apenas no caso de este se deslocar vários metros do local determinado.
- Os jogadores da equipe adversária têm de estar pelo menos a 2 metros de distância do local onde é executado o arremesso lateral, dentro do campo.
- O jogador que efetua o arremesso deverá ter uma parte de ambos os pés sobre a linha lateral ou no exterior do campo, ou seja, não é permitido invadir o campo para realizar o arremesso. O jogador deve se posicionar de frente para o campo, e deve arremessar a bola com as duas mãos, por trás e acima da sua cabeça.

A bola entra em jogo no momento em que entra no campo. Não existe fora-de-jogo no momento do aremesso lateral.

## Faltas
Se o arremesso for realizado incorretamente, ele é atribuído à equipe adversária, que deverá cobrá-lo no mesmo local.
Se o jogador que efetua o arremesso, após a bola entrar em jogo, tocar uma segunda vez na bola, deve ser marcado um tiro livre indireto, à exceção de se o jogador tocar na bola uma segunda vez deliberadamente com a mão, devendo neste caso ser assinalado um tiro livre direto ou um pênalti, conforme apropriado.
Um adversário que distrair ou impedir injustamente o arremessador (inclusive se aproximar mais de 2 metros do local onde o arremesso deve ser executado) é advertido por comportamento antidesportivo e, se o arremesso tiver sido executado, um tiro livre indireto é concedido.
Não é permitido marcar um gol diretamente de um arremesso lateral, i. e., arremessando a bola para dentro do gol, seja o do adversário, seja o da própria equipe, sem que ela seja tocada por outro jogador. Caso isso ocorra, será marcado um tiro de meta ou um escanteio, no caso da bola entrar no gol adversário, ou no próprio gol, respectivamente.